# Grâce à Dieu
Ne doit pas être confondu avec Anarchistes, grâce à Dieu.
Pour plus de détails, voir Fiche technique et Distribution.
Grâce à Dieu est un film dramatique franco-belge écrit et réalisé par François Ozon, sorti en 2018.
Il s'agit d'une œuvre inspirée des affaires Bernard Preynat et Philippe Barbarin. Le film relate le combat judiciaire mené par des victimes d'abus sexuels sur mineurs dans l'Église catholique en France. Les noms des protagonistes de l'archidiocèse de Lyon ont été conservés mais ceux des victimes ont été changés.
Le film obtient le Grand prix du jury de la Berlinale en 2019.

## Synopsis

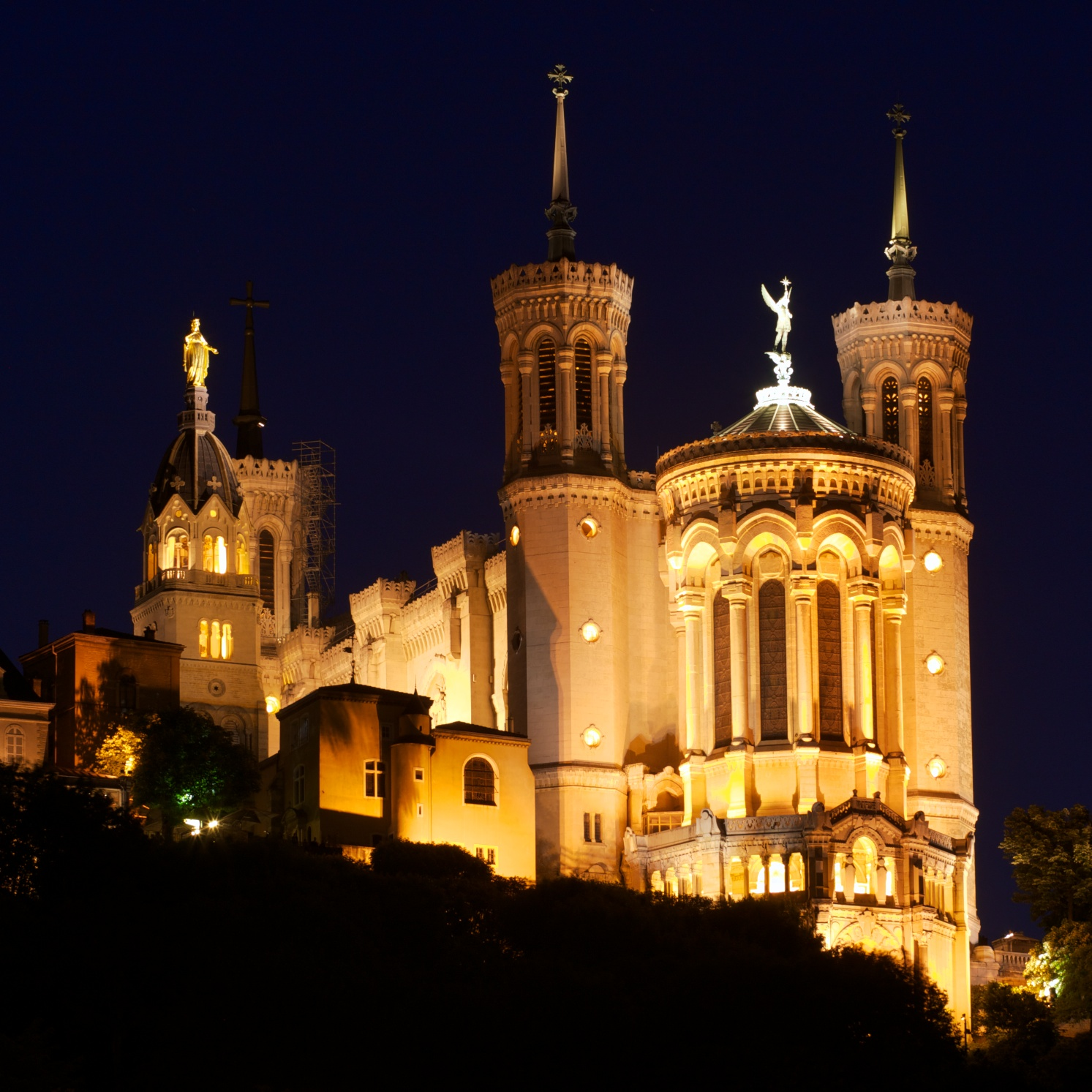
La basilique Notre-Dame de Fourvière qui ouvre et clôt le film.

Alexandre Guérin habite la région lyonnaise. Cadre bancaire épanoui d'une quarantaine d'années, époux d'une femme aimante et père de cinq enfants, c'est un catholique pratiquant, tout comme sa famille. Un jour, après une conversation avec un camarade jadis scout comme lui, il se rappelle les abus sexuels dont, enfant, il a été victime de la part d'un prêtre catholique pédocriminel, le père Bernard Preynat. Les faits sont prescrits. Mais, assailli de souvenirs douloureux, Alexandre décide d'entreprendre une enquête. Il entre en contact avec la psychologue de l'archevêché, Régine Maire. Par son entremise, il obtient un rendez-vous avec le cardinal Philippe Barbarin, archevêque de Lyon. Il découvre alors que malgré l'alerte de plusieurs parents, l'Église a étouffé l'affaire. Régine Maire organise une brève confrontation entre Alexandre et le père Preynat, qui se conclut par une prière commune quasi suréaliste[non neutre]. Malgré les nombreux courriers électroniques d'Alexandre, les autorités ecclésiastiques tergiversent et se défaussent. Pire, lors d'une messe, Alexandre constate que le père Preynat, maintenu en fonctions, se trouve toujours au contact d'enfants.
Alexandre ne parvient pas à trouver d'autres victimes qui accepteraient de témoigner. Il décide donc de déposer plainte seul. Le capitaine Courteau, qui a reçu sa déposition, recherche des victimes pour lesquelles les faits ne seraient pas prescrits. C'est ainsi qu'il rencontre François, aujourd'hui athée. Ce dernier décide de témoigner devant les médias et crée, à cette fin, l'association La Parole libérée. D'autres victimes le rejoignent, dont le chirurgien Gilles et Emmanuel, un être tourmenté qui garde de lourdes séquelles. Alexandre s'unit à eux. Ensemble, ils entament une action judiciaire.
Soumis à une pression grandissante et pressé d'agir par Régine Maire, le cardinal Philippe Barbarin organise une conférence de presse. Mais il laisse échapper que les faits sont « grâce à Dieu prescrits ». Cette parole malheureuse choque l'assistance. L'association obtient la mise en examen du père Preynat, qui reconnaît les faits. Les plaignants espèrent que leur action interpellera la hiérarchie catholique. Mais tous auront été confrontés à leur famille et à eux-mêmes. Alexandre s'interroge sur sa foi chrétienne.

## Fiche technique
Sauf indication contraire, les informations mentionnées dans cette section peuvent être confirmées par la base de données cinématographiques IMDb,  présente dans la section « Liens externes ».
- Titre original : Grâce à Dieu
- Titre anglophone international : By the Grace of God
- Titre de travail : Alexandre
- Réalisation et scénario : François Ozon
- Musique : Evgueni Galperine et Sacha Galperine
- Décors : Emmanuelle Duplay
- Costumes : Pascaline Chavanne
- Photographie : Manu Dacosse
- Son : Brigitte Taillandier
- Montage : Laure Gardette
- Production : Éric et Nicolas Altmayer
- Sociétés de production : Mandarin Cinéma ; FOZ et Scope Pictures, avec la participation de France 2 Cinéma ; en association avec les SOFICA A+ Images 8 et Manon 8
- Société de distribution : Mars Distribution (France)
- Budget : 5,9 millions d'euros
- Pays de production :  France /  Belgique
- Langue originale : français
- Genre : drame
- Durée : 137 minutes
- Dates de sortie :
  - France : 10 décembre 2018 (avant-première mondiale à Angers)[2] ; 20 février 2019 (sortie nationale)
  - Allemagne : 8 février 2019 (Berlinale)
  - Suisse romande : 20 février 2019
  - Belgique : 3 avril 2019
  - Québec : 5 avril 2019

## Distribution
- Melvil Poupaud : Alexandre Guérin
- Denis Ménochet : François Debord
- Swann Arlaud : Emmanuel Thomassin
- Éric Caravaca : Gilles Perret
- Bernard Verley : le père Bernard Preynat
- François Marthouret : le cardinal Philippe Barbarin
- Martine Erhel : Régine Maire
- Josiane Balasko : Irène, la mère d'Emmanuel
- Hélène Vincent : Odile Debord, la mère de François
- François Chattot : Pierre Debord, le père de François
- Frédéric Pierrot : le capitaine Courteau
- Aurélia Petit : Marie Guérin, la femme d'Alexandre
- Julie Duclos : Aline Debord, la femme de François
- Jeanne Rosa : Dominique Perret, la femme de Gilles
- Amélie Daure : Jennifer, la femme d'Emmanuel
- Pierre Lottin : Didier
- Fejria Deliba : l'avocate de François
- Nicolas Bridet : Olivier Itaque
- Max Libert : Gauthier Guérin, le fils d’Alexandre et Marie
- Nicolas Bauwens : Victor Guérin, le fils d’Alexandre et Marie
- Baya Rehaz : l'avocate d'Emmanuel
- Stéphane Brel : Louis Debord, le frère de François
- Pauline Ziade : Sylvie Debord
- Martine Schambacher : Suzanne Cremer
- Serge Flamenbaum : Maxime Frillon
- Christian Sinniger : le père d'Emmanuel
- Damien Jouillerot : Étienne, le boulanger
- Xavier de Guillebon : Fred

## Production
Sous le faux titre Alexandre, le tournage a secrètement lieu en Belgique et au Luxembourg pour les scènes d'intérieur dans les églises,.
Lieux de tournage à Lyon : pont Bonaparte, cathédrale et place Saint-Jean, quai Tilsitt, gare de Perrache, lycée Aux Lazaristes La Salle, jardin des Curiosités, théâtres romains, bibliothèque Saint-Jean, Fourvière, place et café Bellecour, place Antonin-Poncet, passerelle du Collège...
Le titre Grâce à Dieu a pour origine la phrase suivante prononcée par le cardinal Barbarin, en mars 2016, lors d'une conférence de presse, à propos des accusations portées contre le père Preynat : « La majorité des faits, grâce à Dieu, sont prescrits, mais certains peut-être pas,, », le cardinal remerciant immédiatement après, un journaliste qui l'interroge sur « la violence » de son propos, et jugeant « maladroite » la formulation de celui-ci. Selon certains de ses proches, il voulait dire que la majorité des faits reprochés au père Preynat étant prescrits, cela signifiait peut-être qu'heureusement aucun autre ne s'était produit depuis 1991.
Initialement prévu en tant que documentaire, François Ozon opte pour le choix de la fiction. En 2023, Claire Duguet réalise un documentaire Il était une fois… « Grâce à Dieu » sous forme de court métrage, qui décrit le projet et le déroulement du tournage en collaboration avec une partie de l'équipe du film.

## Accueil

### Festival et sorties
Le film sort en avant-première mondiale le 10 décembre 2018 à Angers, même s'il est sélectionné et présenté le 8 février 2019 à la Berlinale en Allemagne, où il récolte le grand prix du jury.
Il sort le 20 février 2019 dans toute la France et en Suisse romande, le 3 avril 2019 en Belgique, et le 5 avril 2019 au Québec.

### Accueil critique
Le film reçoit de très bons retours, avec une note moyenne de 4,1/5 pour 34 titres de presse sur Allociné.
Elle accorde la note de 5/5 au film, « Un film engagé et brillant ». Le Figaro écrit que « François Ozon traite avec rigueur du sujet de la pédophilie dans l'Église ».
Le théologien François Euvé compare le film Grâce à Dieu, qui « apporte des éléments qui aident à mieux ressentir les enjeux profonds de ce qui se passe », à l'essai Histoire d'un silence de Isabelle de Gaulmyn.

### Box-office
| Pays ou région | Box-office      | Date d'arrêt du box-office | Nombre de semaines |
| -------------- | --------------- | -------------------------- | ------------------ |
| France         | 915 327 entrées | 7 mai 2019                 | 11                 |
| Total mondial  | 7 544 673 $     | -                          | -                  |

## Distinctions

### Récompenses
- Berlinale 2019 : Grand prix du jury[11]
- Prix des auditeurs 2019 du Masque et la Plume[16]
- César 2020 : Meilleur acteur dans un second rôle pour Swann Arlaud

### Nominations
- César 2020 :
  - Meilleur film
  - Meilleur réalisateur pour François Ozon
  - Meilleur acteur pour Melvil Poupaud
  - Meilleur acteur dans un second rôle pour Denis Ménochet
  - Meilleure actrice dans un second rôle pour Josiane Balasko
  - Meilleur scénario original pour François Ozon
  - Meilleur montage pour Laure Gardette
- 25e cérémonie des Lumières :
  - Lumière du meilleur film
  - Lumière du meilleur scénario pour François Ozon
  - Lumière du meilleur acteur pour Swann Arlaud
  - Lumière de la meilleure musique pour Evgueni Galperine et Sacha Galperine
  - Lumière de la meilleure image pour Manuel Dacosse

## Autour du film

### Actions en référé
Avant la sortie en salle prévue le 20 février 2019, François Ozon est assigné en référé deux fois car la défense veut obtenir le report de la sortie du film ou le retrait de la bande sonore des noms de Régine Maire et Bernard Preynat en raison de la protection de la vie privée pour la première et de la présomption d'innocence pour le second,,. François Ozon se défend d'avoir établi un portrait à charge contre Régine Maire et estime que son film « n’invente ni ne dit rien qui n’ait déjà été porté à la connaissance du public par la presse, les livres ou les documentaires consacrés déjà à cette affaire ». Le 18 février 2019, le tribunal de grande instance de Paris se prononce pour la sortie du film à la date initialement prévue, en relevant que le procès de Bernard Preynat n’est ni fixé ni prévu à une date proche et qu'un report « pourrait à l’évidence conduire, compte tenu des divers recours possibles, à ne permettre la sortie du film que dans plusieurs années » dans des conditions qui « porteraient atteinte à la liberté d’expression et de création » et « créeraient des conditions d’exploitation économiques insupportables ». La demande de Bernard Preynat de suspension de l’exploitation du film est rejetée par la cour d’appel de Paris en juin 2019. Par ailleurs, le recours de Régine Maire, qui souhaitait que son nom soit retiré du film, est rejeté par le tribunal de grande instance de Lyon mardi 19 février 2019,. En janvier 2021, le pourvoi en cassation de Bernard Preynat est rejeté, indiquant que le film s'inscrivait dans un « débat d'intérêt général ».
Les Noces rouges, film de Claude Chabrol sorti en 1973, reste ainsi le dernier film français relatant une affaire judiciaire à avoir vu sa sortie reportée de 15 jours sur décision administrative et non judiciaire, car cette sortie devait tomber au beau milieu du procès aux assises.

### Sommet du Vatican
La semaine de la sortie du film en France, le pape François a organisé un sommet de plusieurs jours consacré aux abus sexuels sur mineurs dans l'Église catholique.

### Autres
Frédéric Pierrot retrouve le rôle de policier de la Brigade de protection des mineurs qu'il tenait en 2011 dans Polisse, où il était commandant de brigade.
Le scénario du film, ainsi que de nombreux documents utilisés dans son élaboration, ont également été retranscrits dans un texte théâtral publié par Les Solitaires intempestifs sous le même titre.